# Свети Стефан (Арнеа)
Вижте пояснителната страница за други значения на Свети Стефан.
„Свети Стефан“ (на гръцки: Ι. Ν. Αγίου Στεφάνου) е възрожденска църква в град Арнеа (Леригово), Халкидики, Гърция, катедрален храм на Йерисовската, Светогорска и Ардамерска епархия.
Църквата е разположена на централния площад на градчето, в непосредствена близост до старото училище (сега кметство) и камбанарията с часовник. Храмът е трикорабна базилика със забележителни размери – дължина 40,90 m, ширина 19,58 m и площ 813 m2.
Църквата е построена в XVI век с появата на селото Леригово. В 1775 година в нея проповядва Света Козма Етолийски. В 1812 година храмът е наново построен по-голям, което е посочено в мраморна плоча на фасадата. Храмът е разрушен по време на Халкидическото въстание в 1821 година от турците. Възстановен е след 1930 година. На 5 септември 2005 г. църквата е почти напълно унищожена от пожар, който избухна вътре по неизвестна причина. Оцеляват единствено каменните стени, като рухва дори и покривът – изгарят икони, книги, резбованият епископски трон и църковна утвар с историческа и художествена стойност. За 16 месеца е възстановен и на Коледа 2006 година отново започва да работи.
При възстановяването на храма по проекта на Министерството на културата – „10 византийски старини“, в сътрудничество с църковните власти и местни фирми и граждани, в църквата е разкрито съществуването на три по-големи сгради – една голяма дървена базилика, датираща от около 400, малка еднокорабна византийска църква от X–XI век и голяма правоъгълна поствизантийска постройка без ниша от XVI–XVII век. Разкрити са и много артефакти и погребения от период от раннохристиянската до османската епоха.
Стари икони в храма, изгорели в 2005 г.
- „Свети 40 мъченици“
- „Свети Пантелеймон“
- „Свети Стилиян“
- „Света Зона“
- Камбанарията